# Waxy (cheval)
Waxy (né en 1790 - mort le 18 avril 1818) est un cheval de course Pur-sang britannique qui a remporté le Derby d'Epsom en 1793. Il devient un père influent à la fin du XVIIIe et au début du XIXe siècle. Waxy a été élevé par Sir Ferdinando Poole et est né à Lewes en 1790. C'est un fils de Pot-8-Os, lui-même fils de l'étalon fondateur Eclipse, dont la lignée génétique remonte au Darley Arabian. La mère de Waxy, Maria, a été engendrée par l'étalon influent Herod et a donné un propre frère de Waxy, qui a été nommé Worthy. Waxy tire son nom d'une variété de pomme de terre, un choix inspiré par le nom de son père. Formé par Robert Robson, Waxy a remporté neuf courses sur 15 départs au cours de sa carrière de quatre ans, se retirant de la course à l'âge de sept ans en 1797 après s'être blessé lors de son dernier départ.
À partir de 1798, Waxy entre au haras du domaine de Sir Poole à Lewes et y reste jusqu'à la mort de Poole en 1804. Après la mort de Poole, Waxy a été acquis par le 3e duc de Grafton et est resté dans son haras d' Euston Hall. Waxy est resté à Euston Hall pour le reste de sa vie et a été utilisé comme étalon reproducteur jusqu'à sa mort le 18 avril 1818. Sa progéniture la plus notable est née sous la propriété du 3e duc de Grafton et de son fils. Waxy est le père de 190 gagnants de courses au cours de sa carrière de reproducteur, engendrant quatre gagnants du Derby d'Epsom et trois gagnants d'Epsom Oaks, devenant ainsi un géniteur de premier plan en 1810. Ses fils les plus remarquables qui ont réussi au haras sont Whalebone et Whisker . Grâce aux descendants de ces deux fils, Waxy est devenu l'ancêtre paternel de la plupart des pur-sang mâles du monde au milieu du vingtième siècle.

## Histoire
Waxy a été élevé par Sir Ferdinando Poole un baronnet dont le siège familial était à Poole, Cheshire. Sir Ferdinando a loué un vaste domaine à Lewes qui a été construit sur un terrain qui appartenait autrefois aux Frères Gris et qui s'appelait "The Friary". Waxy est né en 1790 à l'écurie de Poole à The Friary.
Le poulain a été nommé "Waxy" pour le distinguer de l'autre poulain de Poole engendré par Pot-8-Os avec la jument Macaria, qui a par la suite été nommé "Mealy". Waxy et la mealy étant deux types de pommes de terre disponibles à l'époque, ces noms sont un jeu de mots sur le nom du père des poulains Pot-8-Os, qui est lui-même un jeu de mots sur le nom "Potatoes". Une variante orthographique, "Waxey", est mentionnée dans certaines publications.

### Ascendance
Le père de Waxy, Pot-8-Os, est un père de chevaux de course couronné de succès qui a remporté 34 courses au cours de sa carrière de sept ans. En plus de Waxy, Pot-8-Os a donné la jument Parasol (la mère de Partisan) et le poulain Lottery. Waxy était le fils le plus titré de Pot-8-O dans le pool d'élevage, les fils de Waxy continuant la lignée mâle directe jusqu'au XXe siècle.
La mère de Waxy, Maria, a été élevée par Lord Bolingbroke et a été engendrée par le père du Pur-sag fondateur Herod. Elle a eu dix poulains entre 1784 et 1797, Waxy étant son sixième poulain et l'un des deux par Pot-8-Os. Le propre frère de Waxy, Worthy (né en 1795), est un galopeur moyen et devient plus tard un étalon reproducteur pour la Compagnie des Indes orientales. Maria est décédée en 1797, environ deux semaines après avoir mis bas la pouliche Wowski, plus tard la mère du vainqueur du Derby Smolensko, Sir Charles et Thunderbolt.

### Description
Selon les mots du jockey Sam Chifney, Waxy était un « beau et riche bai, avec une balzane  blanche sur la jambe arrière [droite], une bonne longueur et surtout de beaux quartiers ». Selon les mots de son cavalier d'exercice (qui a écrit une lettre anonyme au Sporting Magazine en 1828), Waxy était « l'un des chevaux les plus fins, parfait en symétrie, de belle couleur, admirable à toutes ses allures et du meilleur caractère quand il était au travail". Cependant, lorsque Waxy était confiné dans un étal pendant les mois d'hiver, son tempérament est devenu indiscipliné et imprévisible, ce qui a amené l'écrivain anonyme à faire remarquer que « il a souvent donné un coup de pied dans les pans de mon manteau au-dessus de ma tête ». L'un des rares, peut-être le seul portrait survivant de Waxy a été peint par Francis Sartorius en 1794 ou 1795, et la représentation a été saluée dans les commentaires du Sporting Magazine pour sa "propreté" et pour "la vérité de la représentation qu'elle a si manifestement affichée" . Alors que la plupart des étalons reproducteurs et des chevaux de course de l'époque avaient des compagnons d'écuries, Waxy aurait aimé les lapins dans ses dernières années et "n'était jamais heureux sans un lapin dans son enclos", avec une lapine faisant son nid au milieu de sa stalle pour élever des générations de lapins sur le site, qui n'ont jamais été blessés par Waxy.

## Carrière de course
Waxy n'a pas couru à l'âge de deux ans et sa première apparition sur le gazon a eu lieu lors de la réunion de printemps à Newmarket. Waxy a été formé par Robert Robson, qui a travaillé pour Sir Ferdinando Poole à Lewes pendant plusieurs années à partir d'environ 1792. Le principal et plus célèbre rival en course de Waxy était le poulain de Lord Egremont, Gohanna (d'abord décrit comme « Frère de la précipitation »  ) qui était surnommé la « Pride of Petworth ». Waxy a couru contre Gohanna cinq fois dans sa carrière, en le battant dans toutes les courses sauf une, un match à Newmarket en 1794, durant lequel Waxy portait deux livres de plus que Gohanna et a perdu d'une demi-tête. Waxy a été perçu comme un excellent cheval de course au cours de sa carrière. À tel point que lors d'un incident présumé, Waxy a été pris par erreur comme un hériot après que le propriétaire d'une auberge de Godstone où il séjournait soit décédé subitement. Étant le meilleur cheval de l'écurie, et supposant qu'il appartenait au maître d'écurie, il fut brièvement emmené par le propriétaire foncier. Waxy a couru jusqu'à l'âge de sept ans et s'est retiré de la course après s'être blessé lors de son dernier départ. Il a ensuite été utilisé comme étalon reproducteur par Poole à Lewes.

### 1793: saison de trois ans

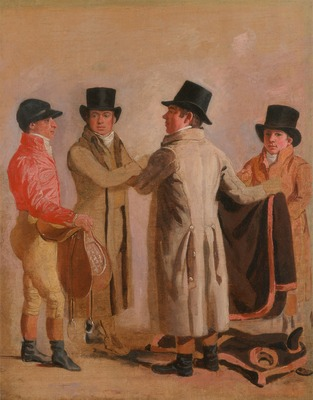
L'entraîneur de Waxy, Robert Robson (au centre) avec le jockey Frank Buckle (à gauche) et John Wastel dans une peinture de Benjamin Marshall, c. 1802.

Le Derby d'Epsom du 18 mai et a été suivi par "un public aussi nombreux que jamais apparu sur le parcours". Onze chevaux s'alignaient pour le départ, dont sept issus de Pot-8-Os. Les cotes de pari de départ pour Waxy étaient de 100 contre 7 et 100 contre 10 (selon l'opération de bookmaking ) et à la salle de paris Tattersalls, il "était si peu considéré, qu'il n'avait jamais été mentionné" dans le pari. Le favori de la course était le poulain de Lord Egremont "Brother to Precipitate" (plus tard nommé Gohanna en 1795), ce cheval prenant la tête dès les premières foulées de la course. Waxy a poussé Brother to Precipitate (une « bosse » en termes de course moderne) au premier virage de la piste, prenant et maintenant la tête pour devenir un « vainqueur facile » du Derby. Trois des quatre chevaux premiers ont été engendrés par Pot-8-O, la deuxième place de Brother to Precipitate étant l'exception. La rencontre a également été marquée par un « effroyable accident », une collision entre un domestique à cheval avec le poulain Exiseman, vainqueur de la course après le Derby, et par les ébats de John Lade vêtu d'une « robe ample de bleu et blanc pantalons rayés », demandant à la foule de déterminer s'il était « le capitaine d'un corsaire ou un ambassadeur du Grand Mogol ».
À Lewes le 1er août, Waxy a remporté une course au tirage au sort de 80 guinées contre le poulain Mercury de Lord Egremont, tout en portant sept livres de plus que les autres chevaux de la course comme un handicap pour sa victoire dans le Derby. À Abingdon le 11 septembre, Waxy a remporté une course au tirage de 40 guinées de deux milles contre le poulain Rockingham.

### 1794: saison de quatre ans
Waxy a remporté le Jockey Club Plate lors de la deuxième réunion du printemps à Newmarket en mai. Lors de la même réunion quelques jours plus tard, Waxy a été battu par le poulain de Lord Egremont Brother to Precipitate dans un match . Le [[Ipswich|1er juillet à Ipswich]], Waxy a remporté un match contre le poulain de Charles Bunbury, Robin Gray. À Lewes en juillet, Waxy a couru contre son précédent rival, Brother to Precipitate, et a remporté les deux manches  dans le Duke of Richmond's Plate de quatre milles pour les chevaux élevés dans le Suffolk. Le même jour, Waxy était le seul cheval qui s'est présenté pour le 60-guinea Ladies' Plate et a gagné par défaut (appelé « walk over »).

### 1795: saison de cinq ans
À Oxford le 18 août, Waxy a terminé deuxième de la 100-guinea cup derrière la pouliche de M. Durand, Hermione. À Lewes le 6 août, Waxy a terminé troisième dans le Ladies' Plate de quatre milles derrière le poulain Guildford et le cheval de Lord Egremont, Gohanna. Le 19 septembre à Salisbury, Waxy a remporté deux manches éliminatoires pour remporter les 100 guinées du His Majesty's Plate contre le cheval de cinq ans Guatimozin.

### 1796: saison de six ans
Lors de sa première réunion du printemps, Waxy a terminé deuxième au 100 guinea King's Plate derrière le poulain Gabriel. En mars à Newmarket, Waxy a terminé troisième de la première classe des Oatland Stakes derrière les poulains Viret et Pecker. En mai, Waxy a remporté le His Majesty's Plate à Guildford contre Gohanna et Guildford. Le 31 août à Salisbury, Waxy a remporté deux manches de quatre milles contre Gohanna pour le 100 guinea His Majesty's Plate.

### 1797: saison de sept ans
Le 18 juillet à Oxford en lice pour la Gold Cup, Waxy ne s'est pas classé et il a été noté qu'il était « tombé » pendant la course. Il s'agit de sa dernière apparition sur le gazon et il a été retiré au haras la saison suivante, en 1798.

## Carrière au haras

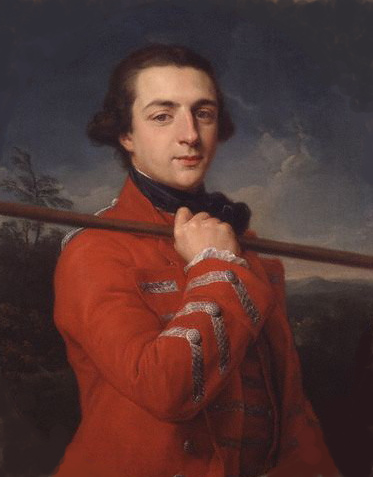
La progéniture la plus célèbre de Waxy a été élevée par le duc de Grafton au haras d'Euston Hall.

Waxy a d'abord été étalon à Lewes pour un prix de 10 guinées par jument et un prix de palefrenier de 10 shillings. En septembre 1803, Sir Ferdinando Poole proposa de vendre Waxy pour 700 guinées à William Lightfoot, un agent envoyé acheter des chevaux pour le gazon de Virginie John Tayloe. Lightfoot a refusé d'acheter Waxy, écrivant à Tayloe, "il a perdu un œil et a treize ans, et je pense que sa santé est mauvaise". Au lieu de cela, Lightfoot a acheté la demi-sœur de Waxy, Keren Happuch, qui était couverte par Waxy cette année-là. On ne sait pas comment Waxy a perdu son œil, la perte s'étant produite entre 1797 et 1803. Sir Ferdinando Poole mourut le 8 juin 1804 et Waxy fut alors acquis par le duc de Grafton et transféré au haras d'Euston Hall près de Newmarket. Sous la propriété du duc, ses honoraires sont passés à 25 guinées par jument et il couvrait 40 juments par saison.
Waxy est mort le 18 avril 1818 à l'âge avancé (pour un Pur-sang) de 28 ans, étant devenu complètement aveugle quelques années avant sa mort. Il a été enterré à Newmarket, près de l'église All Saints.

### Héritage
Waxy a donné 190 gagnants durant sa carrière au haras dont quatre gagnants du Derby d'Epsom et trois gagnants de The Oaks. Son premier vainqueur de Derby, Waxy Pope, a été mis au monde quand Waxy avait 16 ans. La plupart de ses descendants notables sont nés au cours des neuf dernières années de sa vie sous la propriété du duc de Grafton et de son fils. Waxy était le premier père Pur-sang en 1810, principalement en raison du succès en course de Pope et Whalebone. Son importance pour la génétique des Pur-sang et sa prévalence dans le General Stud Book l' ont amené à être comparé à "l'as d'atout", la carte la plus puissante du bridge, en partie grâce au succès de ses fils Whisker et Whalebone. Au milieu du XXe siècle, la lignée paternelle de la plupart des Pur-sang mâles du monde remontait au Darley Arabian par Waxy, et la lignée de Waxy était l'une des trois seules lignées mâles retraçant à Eclipse, qui a persisté jusqu'au XXe siècle (les autres traçage à travers Hambletonian et Joe Andrews). Selon les mots de l'analyste du pedigree des Pur-sang du XXe siècle John Furman Wall, "avec son avènement, une qualité exceptionnelle était une réalité".

### Progéniture notable
Waxy a donné quatre vainqueurs du Derby d'Epsom : Waxy Pope (1809), Whalebone (1810), Blucher (1814) et Whisker (1815). Il a également engendré trois pouliches qui ont remporté The Oaks : Music (1813), Menuet (1815) et Corinne (1818). Corinne a également remporté les 1000 Guinées Stakes en 1818. Sa progéniture la plus productive a été engendrée par la jument Penelope (par Trumpator) et comprend Whalebone, Whisker, Web, Woful, Wire et Wilful. Penelope a été élevée et détenue par le duc de Grafton, et tous ses poulains ont été mis bas à Euston Hall. Whisker était plus connu pour engendrer des juments poulinières, et Whalebone était un bon père de poulains. Waxy Pope était un étalon leader en Irlande et Blucher était un étalon à succès marginal.
| Poulain | Nom       | Sexe   | Principales victoires/réalisations                                                                        |
| ------- | --------- | ------ | --- |
| 1806    | Pope      | Étalon | Epsom Derby (1809), étalon leader en Grande-Bretagne et en Irlande                                        |
| 1807    | Whalebone | Étalon | Derby d'Epsom (1810)                                                                                      |
| 1808    | Web       | jument | Grand-mère de Glencoe I                                                                                   |
| 1809    | Woful     | Étalon | Père réussi. A remporté 12 courses.                                                                       |
| 1810    | Music     | jument | Chênes d'Epsom (1813).                                                                                    |
| 1811    | Blucher   | Étalon | Derby d'Epsom (1814). Père réussi.                                                                        |
| 1812    | Minuet    | jument | Propre sœur de Music . Chênes d'Epsom (1815)                                                              |
| 1812    | Whisker   | Étalon | Derby d'Epsom (1815). Sired Economist (grand-père de King Tom ) et la pouliche Poetess (mère de Monarque) |
| 1815    | Corinne   | jument | Epsom Oaks (1818), 1000 guinées Stakes (1818). Était une poulinière ratée.                                |

,,,